# Dreiherrenstein (Tännichtberg)
Der Dreiherrenstein bzw. Dreiecker (tschechisch Třípanský kámen) ist ein bis im Jahr 2014 unter Denkmalschutz stehender historischer Grenzstein an der Grenze zwischen der Bundesrepublik Deutschland und der Tschechischen Republik in der Nähe von Sohland an der Spree im Lausitzer Bergland.

## Lage
Der Dreiherrenstein befindet sich nordwestlich von Neudorf im Tännicht. Er steht auf dem Bergrücken südwestlich des Tännichtberges (461 m) auf halbem Wege zum Kinderberg (Liščí vrch, 480 m) unweit des großen Grenzknicks auf der Gemarkungsgrenze zwischen Sohland an der Spree, Wehrsdorf und Hainspach (Lipová). Am Dreiherrenstein führen der Oberlausitzer Bergweg als Teilstück des Fernwanderweges Zittau–Wernigerode und der Grenzwanderweg „Auf den Spuren der Roten Waldameise“ vorbei.
Gut 500 m westlich stoßen an einem weiteren Grenzknick die Gemarkungen Wehrsdorf, Hainspach und Röhrsdorf (Liščí) zusammen.

## Beschreibung

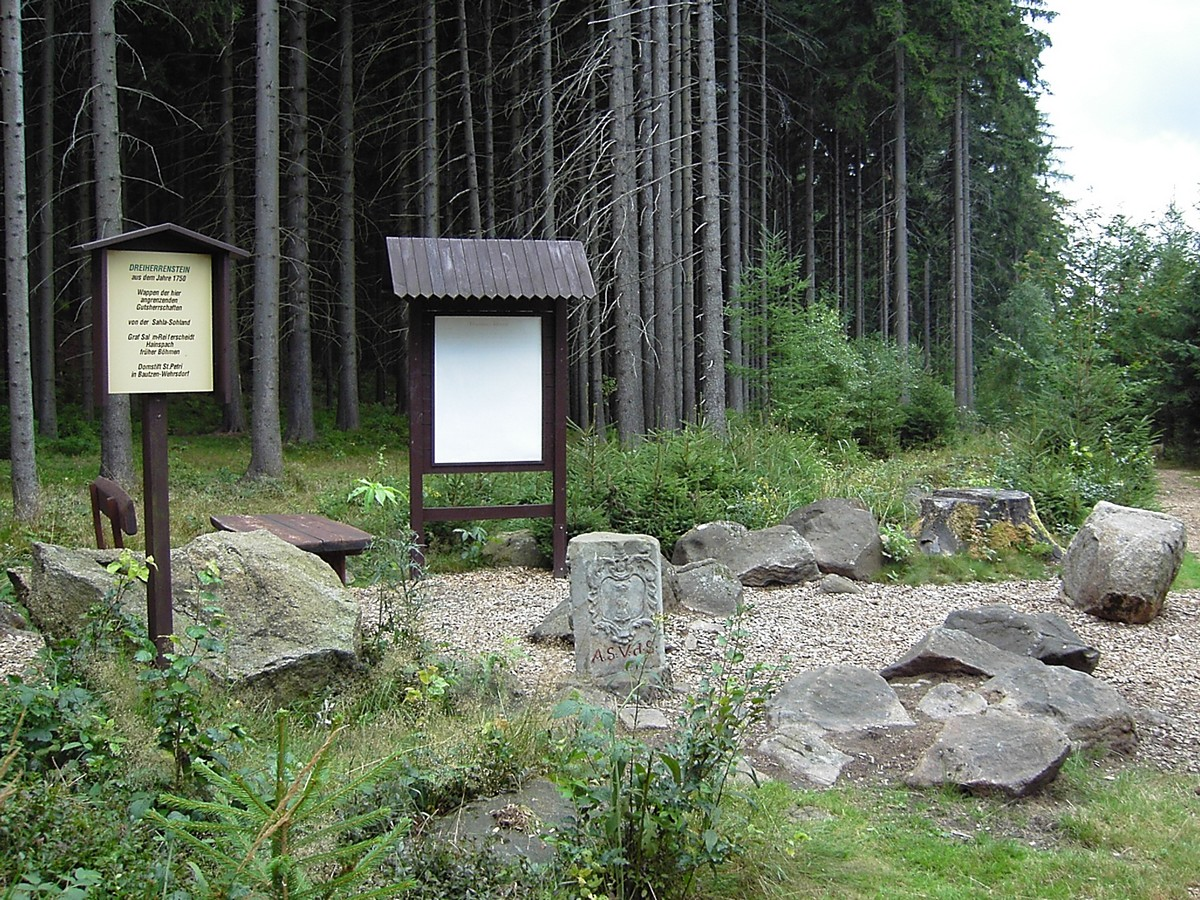
Ansicht des Grenzpunktes mit Informationstafel und Wanderkarte
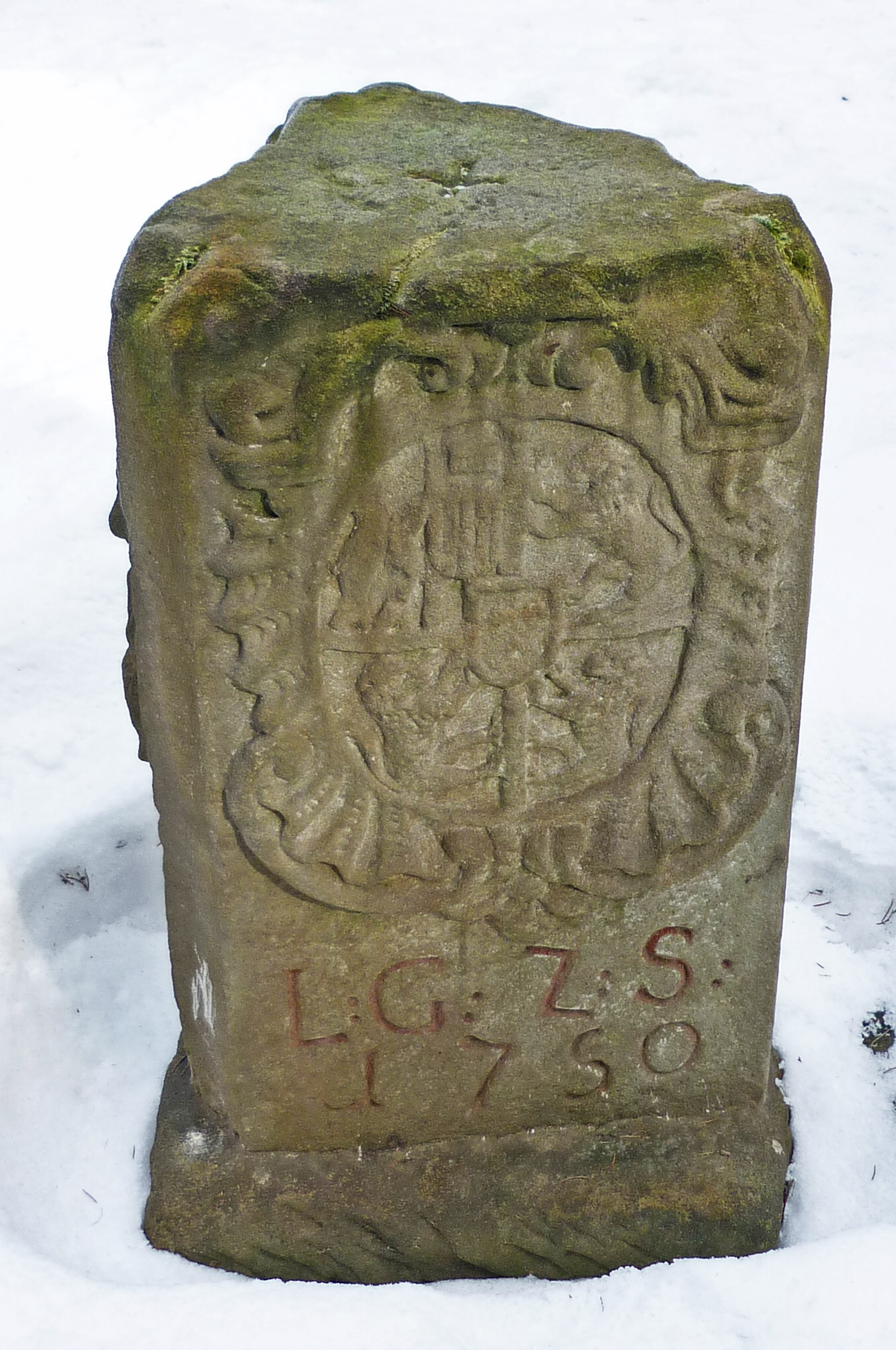
Draufsicht im Winter
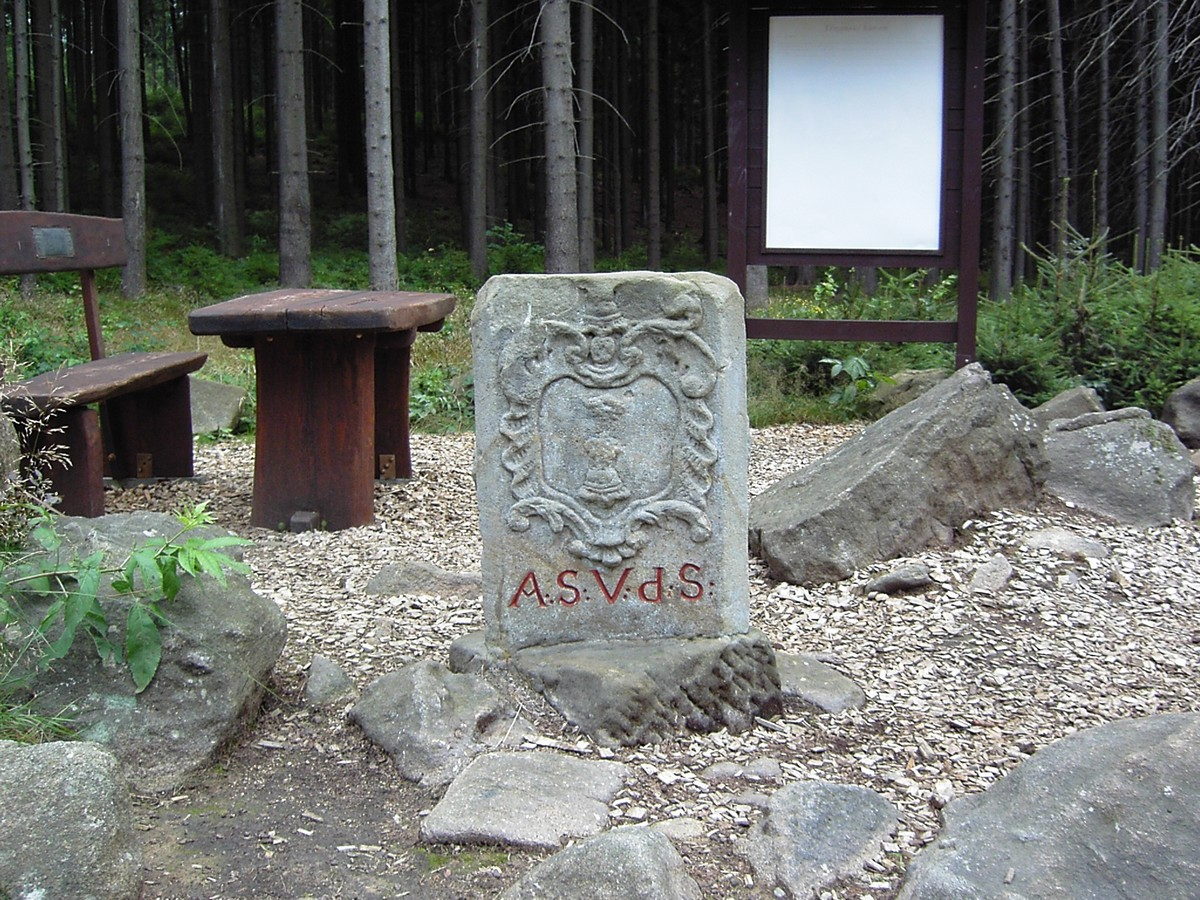
Südostseite mit dem Wappen des August Siegmund von der Sahla (Rittergut Obersohland)
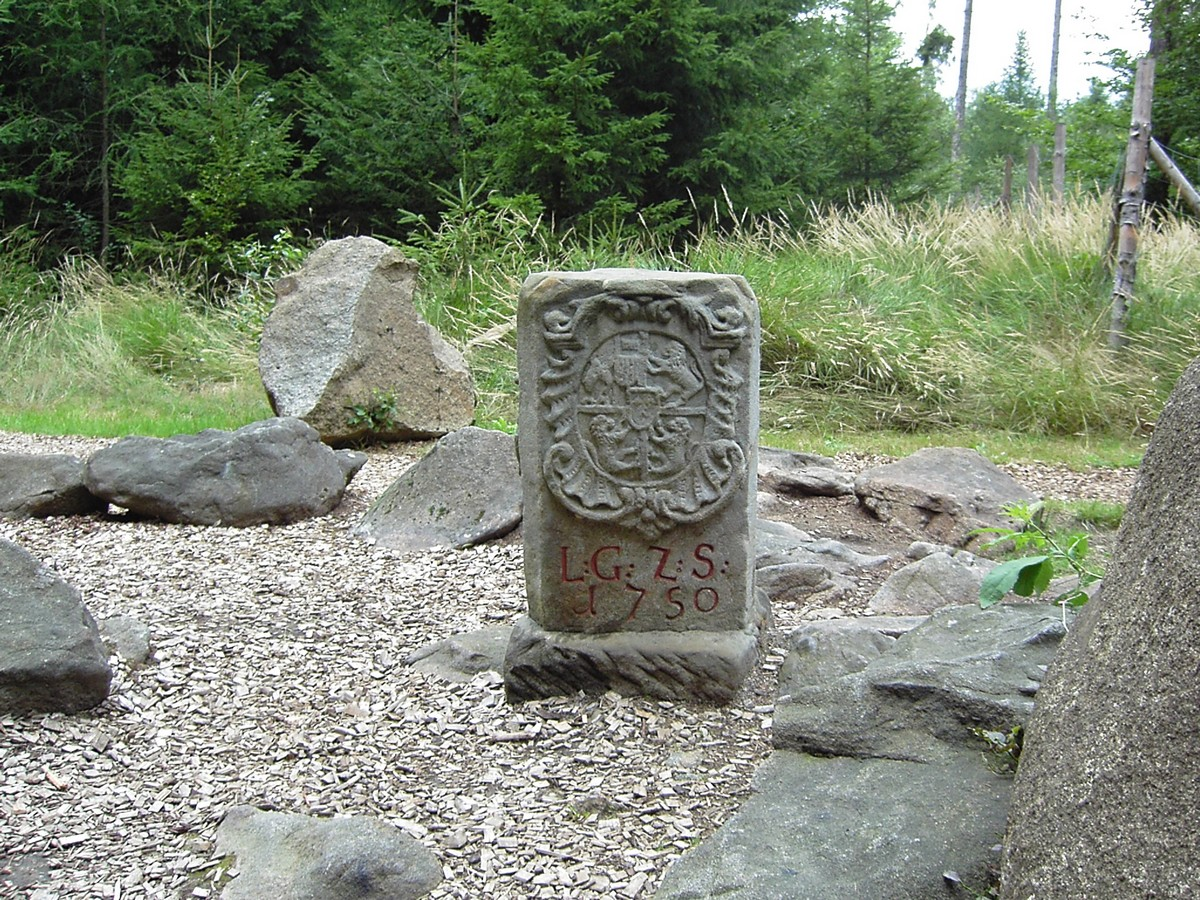
Südwestseite mit dem Wappen des Leopold Anton Altgraf von Salm-Reifferscheidt-Hainspach (Grundherrschaft Hainspach)
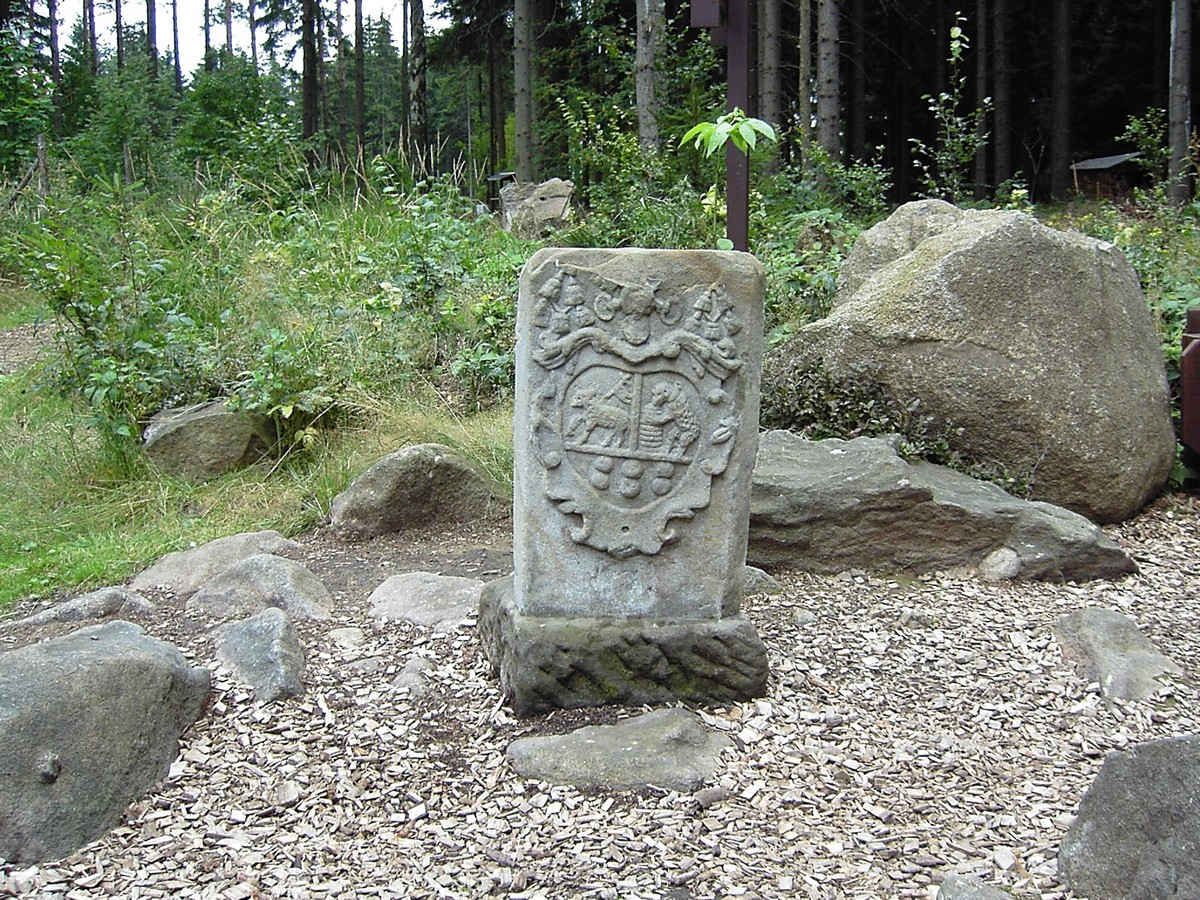
Nordwestseite mit dem Wappen des Domkapitels Bautzen (Rittergut Wehrsdorf)

Der prismatische Grenzstein mit dreieckigem Grundriss trägt auf jeder seiner Seiten eine Wappendarstellung des damaligen Grundherrn. Die südwestliche Seite trägt das Wappen der Grafen von Salm-Reifferscheidt-Hainspach, darunter die Initialen L:G:Z:S (Leopold Graf zu Salm); die südöstliche das Wappen der Herren von der Sahla und die Initialen A:S:V:d:S (August Siegmund von der Sahla), die Nordwestseite trägt lediglich das Wappen des Domkapitels Bautzen.
Die historische Grenzmarke ist als Kulturdenkmal geschützt und wurde zu Beginn der 2000er Jahre restauriert.

## Geschichte
Der 1750 gesetzte Grenzstein markierte die Grenze zwischen der böhmischen Grundherrschaft Hainspach und den Oberlausitzer Rittergütern Obersohland und Wehrsdorf.